# MASTURBATION
MASTURBATION（マスターベーション）は、日本のパンク・ロックバンド。1981年5月結成、1985年3月2日解散。

## メンバー
- 卑龍（ボーカル・ギター）
京都府田辺市で南国料理「グッドフェローズ」を経営したのち、現在は、京都府舞鶴市で「洋食キッチンベリーズ」を経営。
https://maizuru.mypl.net/shop/00000357975/
- ロス（初代ベース）脱退
- タツシ（2代目ベース）
現在は、新宿思い出横丁で食堂「つるかめ食堂」を経営。
奇形児でも活動していた。
- 神風（初代ドラム）脱退
- 中村達也（2代目ドラム）
the 原爆オナニーズ、ザ・スターリン、NICKEY & THE WARRIORS、THE STAR CLUB、BLANKEY JET CITY、LOSALIOS、フリクションなど数々のバンドに在籍。

## ディスコグラフィ

### ソノシート
1. 死顔（1984年6月）
  1. マシーンセックス
  2. 童貞

### EP
1. マスターベーション（1983年5月）ADKレコード[1]
  1. 兵士トナッテ戦場ヘ向カエ!
  2. マスターベーション
  3. 複製人間NO.2 (社会機構)

### ミニアルバム
1. 被害妄想（1984年）ADKレコード
  1. COMFORT
  2. DENAL
  3. GO BACK
  4. 幻想
  5. Variation
  6. 闇の中の子供達

### ベストアルバム
1. マスターベーション（1999年3月30日、OKレコードから発売。）
  1. 兵士トナッテ戦場ヘ向カエ!
  2. マスターベーション
  3. 複製人間NO.2 (社会機構)
  4. マシーンセックス
  5. 童貞
  6. 幻想
  7. Variation
  8. 闇の中の子供達
  9. COMFORT
  10. DENAL
  11. GO BACK
  12. 兵士トナッテ戦場ヘ向カエ!
  13. マスターベー ション
  14. 複製人間NO.2 (社会機構)
2. 被害妄想~人間の底辺に蠢く（2011年3月23日、Youth Inc.から発売。）

### ライブアルバム
1. 目撃者（2010年12月22日、Youth Inc.から発売。）＊1984年9月29日法政大学でのライブを収録。限定版はDVD付の2枚組。

### DVD
1. 満身創痍（2016年3月20日、MCR COMPANYから発売。）＊1985年3月2日吉祥寺バウスシアターでLAUGHIN' NOSE・THE WILLARDと共演したライブを収録。

### 参加作品
1. Outsider（1983年2月）